# Myriade (plate-forme satellite)
Myriade est une plateforme pour microsatellites développée par le CNES à compter de 1998, dans la continuité du programme PROTEUS.

## Historique
La famille de plateformes pour microsatellites PROTEUS permet de développer et de mettre en application plusieurs missions souvent très complexes. Avec Myriade, il s'agit de permettre à la communauté spatiale de disposer d'un moyen d'accès à l'espace dans des délais et à des coûts réduits, pour des applications prioritairement scientifiques mais aussi technologiques ou de démonstrations de services futurs.
Les avancées technologiques et notamment la miniaturisation de l'électronique rendent en effet possible la réalisation de missions disposant d'un haut degré de performances dans des volumes réduits. Myriade recourt ainsi largement aux composants commerciaux. Le gain de masse permet aussi de disposer de solutions de lancement à des coûts faibles, soit en tant que passager principal sur un petit lanceur, soit en tant que passager auxiliaire sur un plus gros lanceur.

## Architecture et évolutions
Myriade met à la disposition des utilisateurs et partenaires :
- Un ensemble de chaînes fonctionnelles permettant de constituer une plateforme dotée d'options, et qui, complétée d'une charge utile forment des satellites pour une masse typique de 100  à   150 kg.
- Un segment sol pour l'acquisition des données scientifiques, la commande et le contrôle des satellites.
- Des outils pour l'analyse des missions, la conception des satellites, la validation.

### Plateforme
La plateforme est constituée d'un ensemble de chaînes fonctionnelles qui peuvent évoluer indépendamment l'une de l'autre. Elle est conçue pour des orbites terrestres basses de 600 km à 1 000 km et pour une durée de vie typique de 2 ans. Les perturbations atmosphériques vont affecter les performances de pointage en dessous de 600 km, tandis que les radiations vont limiter la durée de vie au-dessus de 1 000 km. Les inclinaisons orbitales acceptées couvrent le domaine de 20,0 à 98,0°. Une extension à des inclinaisons plus faibles ainsi qu'une utilisation sur l'orbite de transfert géostationnaire sont à l'étude.

#### Structure
La structure de la plateforme est un cube de 60 centimètres de base, et 50 cm de hauteur, constituée :
- D'une plaque de base massive en aluminium, assurant l'interface avec le lanceur, et susceptible d'accueillir le module de propulsion.
- De 4 panneaux latéraux en nid d'abeilles, permettant la fixation des équipements : ces panneaux s'ouvrent en pétale afin de faciliter la réalisation des travaux d'intégration.
- De 4 cornières en aluminium permettant de rigidifier la structure.
- D'un panneau supérieur, également en nid d'abeilles, destiné à recevoir la charge utile.

#### Contrôle thermique
Le contrôle thermique utilise des moyens passifs (couverture MLI, SSM) et actifs (réchauffeurs, thermistances) pilotés soit par thermostat soit par le logiciel embarqué.

#### Contrôle d'attitude et d'orbite
Le contrôle d'attitude permet une orientation du satellite sur 3 axes. Le pointage assuré peut être de type géocentrique, inertiel, solaire ou orienté selon la vitesse, avec une précision de 5,10-³° et une stabilité meilleure que 2,10-²°. Le système de commande d'attitude et d'orbite (SCAO) utilise en mode nominal un viseur d'étoiles, quatre roues de réaction et trois magnéto-coupleurs. Trois senseurs solaires et un magnétomètre sont utilisés lors de la phase de mise à poste. Un récepteur GPS équipé d'un navigateur intégré complète les options possibles. Le contrôle de l'orbite est assuré par un module de propulsion utilisant quatre moteurs à hydrazine d'un newton de poussée, et un réservoir d'une capacité de 4,5 litres.

#### Gestion bord
La gestion à bord est centralisée : elle utilise des plateformes selon une architecture en étoile. Le calculateur utilise uniquement des composants commerciaux. Ceux-ci sont sélectionnés afin de vérifier leur comportement en environnement spatial. Il dispose d'un microprocesseur Inmos T805, de 256 mégaoctets de mémoire flash et de 1 gigabit de mémoire vive.
Le calculateur accueille le logiciel de vol qui assure la gestion de la mission et de ses différents modes, la communication avec le sol et avec la charge utile, les asservissements liés au contrôle d'attitude et d'orbite, la surveillance et la reconfiguration du satellite, le contrôle thermique. En option une mémoire de masse de capacité 16 Gbits est disponible afin de permettre le stockage des données de la charge utile.

#### Télémesure / télécommande
Le système de télémesure et de télécommande utilise une transmission en bande S et est compatible des standards établi par le Comité consultatif pour les systèmes de données spatiales. Les débits utiles sont de 20 kbit/s pour les télécommandes et de 400 kbit/s pour la télémesure. Une télémesure à haut débit, fonctionnant en bande X, et associée à la mémoire de masse est disponible pour les missions ayant des besoins volumineux en données à transmettre au sol.

#### Alimentation électrique
Le système d'alimentation utilise un générateur solaire, d'une surface de 0,8 m2, constitué de deux panneaux solaires articulés qui sont repliés contre la plate-forme lors du lancement. Une fois déployé en orbite, la puissance électrique fournie est de 180 watts environ en début de vie, grâce à l'utilisation de cellules à l'arséniure de gallium à haut rendement. Il est orientable autour d'un axe au moyen d'un mécanisme d'entrainement. Le système est complété par un accumulateur lithium-ion et un boîtier électronique assurant la gestion de la charge de l'accumulateur et la distribution de l'énergie vers l'ensemble des équipements du satellite.

### Charges utiles
Installées sur le dessus du cube du module de service, les charges utiles, pour divers types de missions, peuvent être réalisées par des laboratoires ou l'industrie spatiale européenne.

## Responsabilités
Le CNES signe des accords de partenariat avec Alcatel Space, devenue maintenant Thales Alenia Space, et EADS Astrium Satellites, permettant à ces 2 compagnies d'utiliser les concepts développés pour proposer le développement d'applications propres.

## Applications

### Satellites CNES
- DEMETER est la première mission Myriade, pour l'étude de l'environnement électromagnétique de la Terre et la prévision des séismes. Il est lancé le 29 juin 2004 depuis le cosmodrome de Baïkonour avec succès et le satellite fonctionne bien.
- PARASOL étudie les propriétés des aérosols et des nuages de l'atmosphère terrestre. Il est lancé le 18 décembre 2004 depuis le Centre spatial guyanais à Kourou et rejoint la constellation A-train. Plateforme et charge utile fonctionnent parfaitement.
- Picard pour l'étude du soleil et de ses impacts sur la climatologie terrestre et lancé le 15 juin 2010.
- MICROSCOPE pour le test du principe d'équivalence. Il est lancé en orbite le 25 avril 2016 par un lanceur Soyouz ST-B / Fregat-MT depuis le Centre spatial guyanais à Kourou.
- TARANIS pour l'étude du couplage atmosphère-ionosphère-magnétosphère lors des orages atmosphériques. Le lancement de TARANIS a eu lieu dans la nuit du 16 au 17 novembre 2020 par une fusée Vega depuis le Centre spatial guyanais à Kourou. Cependant, le satellite a été déclaré perdu par Arianespace, huit minutes après son lancement.
- SMESE, en coopération avec la Chine, pour l'étude de la physique solaire, de la physique du milieu interplanétaire et de la géocouronne, et de la météorologie de l'espace. Abandonnée en 2010 lors du Séminaire de prospective scientifique[2].

### Satellites sous maîtrise d'œuvre Astrium
- Essaim, une constellation de 4 satellites, pour la direction générale de l'Armement (DGA), est lancée avec succès le 18 décembre 2004 depuis le Centre spatial guyanais à Kourou avec PARASOL.
- ELISA, 4 satellites lancés pour le compte de la DGA.
- Alsat-2, 2 satellites d'observation de la Terre pour le compte de l'Agence spatiale algérienne (ASAL). Le premier satellite est lancé par un lanceur de type PSLV le 12 juillet 2010 depuis le centre spatial de Satish-Dhawan, en Inde.
- SSOT / FASat-Charlie, satellite d'observation de la Terre pour le compte de la Force aérienne chilienne (FAS), lancé le 16 décembre 2011 par un lanceur Soyouz-2 depuis le Centre spatial guyanais à Kourou.
- VNREDSat 1A, un satellite d'observation de la Terre pour le compte de l'Académie des Sciences et Technologies du Vietnam (VAST), lancé le 7 mai 2013 par un lanceur Vega depuis le Centre spatial guyanais à Kourou.

### Satellites sous co-maîtrise d'œuvre Astrium / Thales Alenia Space
- SPIRALE, un démonstrateur de 2 satellites pour le compte de la DGA. Les deux satellites SPIRALE sont lancés par un lanceur Ariane 5 le 12 février 2009[3].